# Kanada (přírodní rezervace)
Přírodní rezervace Kanada zahrnuje slepé rameno řeky Moravy nalézající se asi 1,3 kilometru západně od obce Kněžpole v Dolnomoravském úvalu v okrese Uherské Hradiště.

## Důvod ochrany
Předmětem ochrany je slepé rameno řeky Morava s výskytem ohrožené vodní a mokřadní flóry a fauny.

## Flóra
V tůni slepého ramene se vyskytují ze vzácných druhů rostlin kotvice plovoucí (Trapa natans), leknín bílý (Nymphaea alba), stulík žlutý (Nuphar lutea) a na březích, mělčinách a obnažených dnech roste kosatec žlutý (Iris pseudacorus) aj.

## Fauna
Přírodní rezervace je významným útočištěm hmyzu, obojživelníků, plazů, ryb a ptáků.